# الیسون بی (ویسکانسین)
الیسون بی (به انگلیسی: Ellison Bay) یک منطقهٔ مسکونی در ایالات متحده آمریکا است که در شهرستان دور، ویسکانسین واقع شده‌است. الیسون بی ۱۶۵ نفر جمعیت دارد.